# De filosoof van Haagem

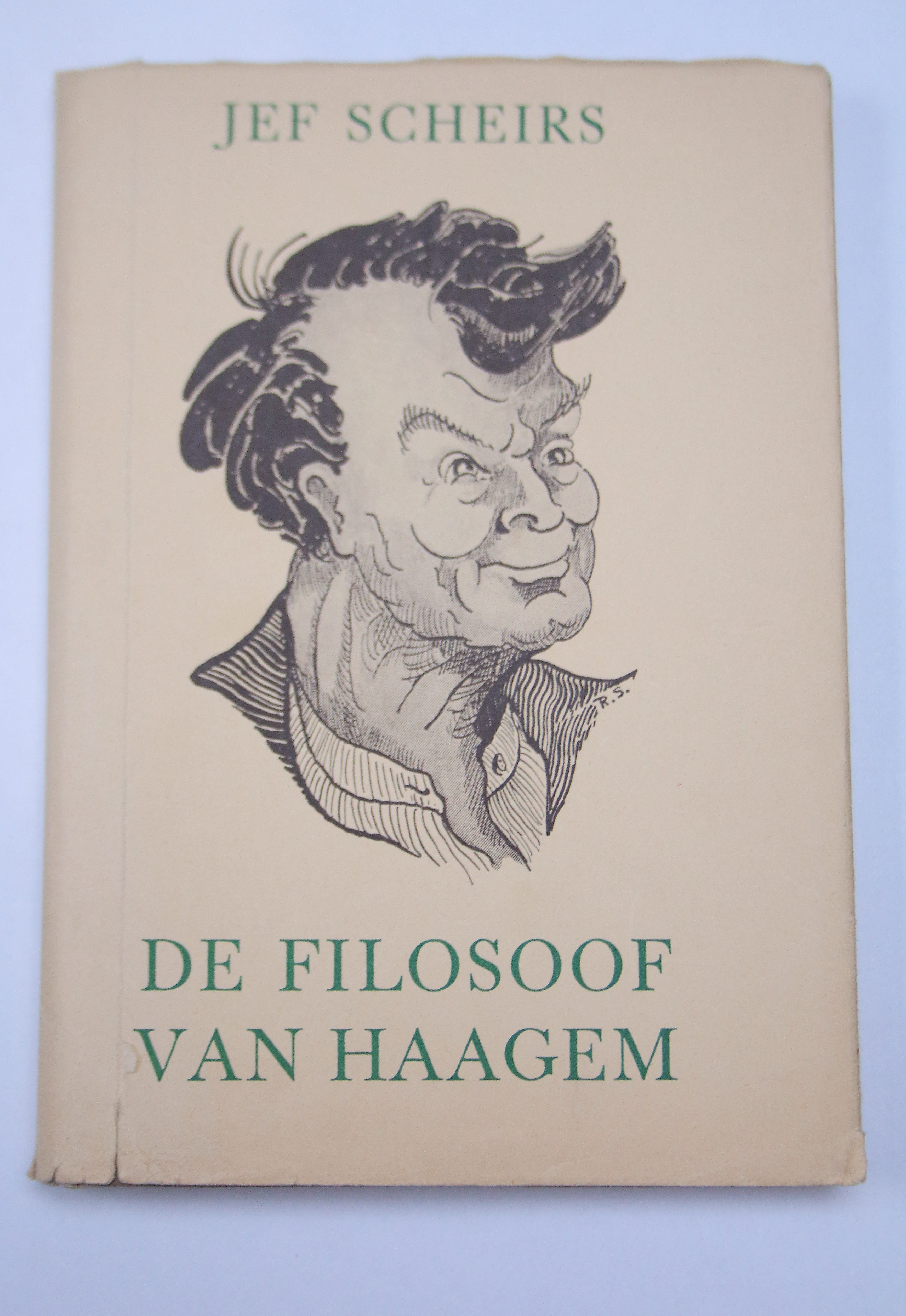
De filosoof van Haagem

De filosoof van Haagem is een tweedelige roman geschreven door de Belgische schrijver Jef Scheirs. Het eerste deel verscheen in 1928. Het tweede deel in 1932. Het werk was voor zijn tijd enorm populair en werd meermaals herwerkt tot theaterstuk, operette en ook als televisieserie.
Het humoristische verhaal speelt zich af in Oudegem (dialect: Aagem) en gaat over twee broers die samen op een vervallen boerderij wonen. Naten is een gierige, steeds slechtgehumeurde man. Titten is een joviale, goedlachse levensgenieter en in Aagem gekend onder de bijnaam de filosoof. Wanneer Naten het plan opvat om met Coletje te trouwen, besluit Titten om samen met Patatje, de jonge koewachter, Naten en Coletje een verrassing te bezorgen.

## Bewerkingen
- De filozoof van Haagem is een operette in drie bedrijven uitgebracht in 1929 door Marcel de Paepe
- De Haagemse Filosoof is een blijspel in zes bedrijven in 1930 uitgebracht door Joost van Cortenberghe
- De filozoof van Hagem is een toneelbewerking door Karel Ruyssinck uitgebracht in 1955
- In 1967 werd de serie De filosoof van Haeghem uitgebracht door de BRT met Romain Deconinck in de rol van Titten.[2][3][4]
- De Filosoof van Hagen is een toneelbewerking uit 1984